# ARTnews
ARTnews est une revue d’art américaine.

## Historique
La revue ARTnews a été fondée par James Clarence Hyde en 1902 sous le titre de Hyde’s Weekly Art News. Elle paraît onze fois par an. Son siège est à New York.
H.S. Ciolkowski fut à partir de 1925 son correspondant à Paris.

## Contributeurs notables
- Ina Bandy (1903-1973), photographe.
- Bill Berkson (39-2016), poète, critique littéraire.